# Flou
Flou is een nummer van de Belgische zangeres Angèle, dat uitkwam in de zomer van 2019. Het nummer kwam uit als zevende single van haar debuutalbum Brol. De videoclip van het nummer, gemaakt door Brice VDH ging in première op 8 september 2019.

## Achtergrond
Flou werd opgenomen in de Studio Type Music in Parijs. 
De videoclip van Flou kwam uit op 8 september 2019. De clip bestaat uit backstage beelden van haar Brol Tour en andere filmpjes die genomen werden wanneer zij en haar broer kinderen waren. 

## Hitlijsten

### Ultratop 50 Vlaanderen
| Positie: | 46 | 25 | 25 | 20 | 28 | 28 | 31 | 32 | uit |